# アラバン駅
アラバン駅は、フィリピン国鉄南方本線の鉄道駅。多くのPNRの駅と同じく地上駅である。モンティンルパのアラバン、T.モリナ通りに所在しており、南ルソン高速道路の高架の近くにある。
南方本線の16番目の駅であり、モンティンルパ市内ではこの駅とスーカット駅、タナザンのモンティンルパ駅の3駅が運営されている。
アラバン駅は元々北側のモンティラーノ通り沿いの位置にあったが、現在のモリナ通りの南側の完全に別の位置に再建した駅であり、これはPNRでもめずらしい例である。新しい駅は2010年4月19日に開業した。

## 近隣施設
近隣では医療系施設にはアジア病院・医療センター、熱帯医学研究所、モンティンルパ公立病院が、教育機関には聖ベルナデッタ大学アラバン校、アシジの聖フランシスコ大学アラバン校、アラバン小学校、ペドロ・E・ディアス高校が、商業施設にはメトロポリス・スターモールアラバン、フェスティバル・アラバンなどが、企業オフィスには、フィルインベスト・コーポレート・シティにあるインシュラーライフの本社などがある。もう少し離れると、食品医薬品局、サンベダ大学アラバン校、アラバンタウンセンター、マドリガルビジネスパーク、アヤラ・アラバン町などがある。

## 交通アクセス
駅は南ルソン高速道路や、アラバン・ザポテ道路を通るジープニーでアクセス可能である。バスターミナルは隣接するメトロポリス・スターモールアラバンの正面にあり、モール正面の南ルソン高速の高架下の向かい側にジープニーのターミナルがある。

## 駅レイアウト
| ホーム | 片面ホーム         | 片面ホーム                      |
| ホーム | ホーム             | 首都通勤線 トゥトゥバン行き (→) |
| ホーム | ホーム             | 首都通勤線 カランバ行き (←)     |
| ホーム |                    |                                 |
|        | コンコース/ 地上階 | 券売所、駅務室、売店            |